# Finlandia na Letnich Igrzyskach Olimpijskich 1976
Finlandię na Letnich Igrzyskach Olimpijskich 1976 reprezentowało 83 zawodników, 77 mężczyzn i 6 kobiet.

## Zdobyte medale
| Medal  | Zawodnik         | Dyscyplina    | Konkurencja                               | Rezultat    |
| ------ | ---------------- | ------------- | ----------------------------------------- | ----------- |
| Złoto  | Lasse Virén      | Lekkoatletyka | Bieg na 5 000 m mężczyzn                  | 13:24,8     |
| Złoto  | Lasse Virén      | Lekkoatletyka | Bieg na 10 000 m mężczyzn                 | 27:44,4     |
| Złoto  | Pertti Karppinen | Wioślarstwo   | Jedynki mężczyzn                          | 7:29,03     |
| Złoto  | Pertti Ukkola    | Zapasy        | Waga do 57 kg w stylu klasycznym mężczyzn | [ 3 ] [ 4 ] |
| Srebro | Antti Kalliomäki | Lekkoatletyka | Skok o tyczce mężczyzn                    | 5,50 m      |
| Srebro | Hannu Siitonen   | Lekkoatletyka | Rzut oszczepem mężczyzn                   | 87,92 m     |